# Ischnura rubella
Ischnura rubella – gatunek ważki z rodziny łątkowatych (Coenagrionidae). Opisał go Longinos Navás w 1934 roku. Jako miejsce typowe wskazał Raghalpur w okolicach Kalkuty (północno-wschodnie Indie). Na World Odonata List ważność tego taksonu podawana jest w wątpliwość.